# William Gaddis
William Gaddis (29 de dezembro de 1922, Nova Iorque — 16 de dezembro de 1998, East Hampton) foi um escritor norte-americano, autor de cinco romances, dois dos quais vencedores do National Book Award. O primeiro e mais longo de seus cinco romances, The Recognitions, foi eleito um dos 100 melhores romances da revista TIME de 1923 a 2005 e dois outros, JR e A Frolic of His Own, ganharam o Prêmio Nacional do Livro de Ficção, dos EUA. Uma coleção de seus ensaios foi publicada postumamente como The Rush for Second Place (2002). The Letters of William Gaddis foi publicado pela Dalkey Archive Press em fevereiro de 2013.
Gaddis é amplamente considerado um dos primeiros e mais importantes escritores pós-modernos norte-americanos.

## Vida e carreira
Gaddis nasceu na cidade de Nova York, filho de William Thomas Gaddis, que trabalhou "em Wall Street e na política", e Edith (Charles) Gaddis, que passou de secretária do presidente da New York Steam Corporation a executiva posição como seu principal agente de compras. Quando ele tinha três anos, seus pais se separaram e Gaddis foi posteriormente criado por sua mãe em Massapequa, Long Island. Aos 5 anos, ele foi enviado para o Merricourt Boarding School em Berlim, Connecticut. Ele continuou na escola particular até a oitava série, após o que retornou a Long Island para receber seu diploma na Farmingdale High School em 1941. Ele entrou em Harvard em 1941, onde foi membro do Harvard Lampoon (onde acabou servindo como presidente), mas foi convidado a sair em 1944 devido a uma briga com a polícia. Ele trabalhou como verificador de fatos para The New Yorker por pouco mais de um ano (final de fevereiro de 1945 até final de abril de 1946), depois passou cinco anos viajando pelo México, América Central, Espanha, França, Inglaterra e Norte África, retornando aos Estados Unidos em 1951.
Seu primeiro romance, The Recognitions, apareceu em 1955. Uma obra longa, complexa e alusiva, que teve que esperar para encontrar seu público. Os revisores de jornais consideraram-no excessivamente intelectual, sobrescrito e nojento. (O livro foi defendido por Jack Green em uma série de jornais que atacaram os críticos; a série foi coletada posteriormente sob o título Fire the Bastards!).
Gaddis então se voltou para o trabalho de relações públicas e a produção de documentários para sustentar a si mesmo e sua família. Nessa função, ele trabalhou para a Pfizer, Eastman Kodak, IBM e o Exército dos Estados Unidos, entre outros. Ele também recebeu uma bolsa do Instituto Nacional de Artes e Letras, uma bolsa Rockefeller e duas bolsas do National Endowment for the Arts, todas as quais o ajudaram a escrever seu segundo romance. Em 1975 ele publicou JR, contada quase inteiramente em um diálogo não atribuído. Seu protagonista homônimo, um garoto de 11 anos, aprende o suficiente sobre o mercado de ações em uma viagem de estudo para construir seu próprio império financeiro. A opinião crítica o alcançou, e o livro ganhou o National Book Award for Fiction.
Carpenter's Gothic (1985) ofereceu uma imagem mais curta e mais acessível da visão de mundo sardônica de Gaddis. Em vez de lutar contra a misantropia (como em The Recognitions) ou relutantemente ceder terreno a ela (como em JR), o Carpenter's Gothic mergulha nela. O litígio contínuo que era um tema naquele livro torna-se o tema central e o dispositivo da trama em A Frolic of His Own (1994), que lhe rendeu seu segundo National Book Award e foi finalista do National Book Critics Circle Award para Ficção.
Gaddis morreu em casa em East Hampton, Nova York, de câncer de próstata em 16 de dezembro de 1998, mas não antes de criar sua obra final, Agapē Agape (a primeira palavra do título é o grego agapē, que significa amor divino e incondicional), que foi publicada em 2002, uma novela na forma de últimas palavras de um personagem semelhante, mas não idêntico ao seu criador. The Rush for Second Place, publicado na mesma época, reuniu a maior parte da não-ficção publicada anteriormente por Gaddis.

## Trabalhos
Ficção
- The Recognitions (1955)
- J R (1975)
- Carpenter's Gothic (1985)
- A Frolic of His Own (1994)
- Agapē Agape (concluído em 1998, publicado em 2002)

Não-ficção
- The Rush for Second Place (coleção, publicada em 2002)